# Scott Litt
Scott Litt (1954) è un produttore discografico statunitense.

## Carriera
Litt ha iniziato la sua carriera come ingegnere del suono negli anni '70 lavorando con Ian Hunter e Carly Simon.
Nel 1982 ha prodotto l'album Repercussion dei The dB's, mentre nel 1987 è al lavoro con i R.E.M. per Document. Con i R.E.M. ha lavorato in molti altri dischi nel corso degli anni '90.
Litt ha lavorato anche con Nirvana, Indigo Girls, Counting Crows, New Order, The Replacements, Patti Smith, That Petrol Emotion, The Get Up Kids, Alela Diane e altri.